# 森本芳夫
森本 芳夫（もりもと よしお、1915年（大正4年）8月21日 - 2014年（平成26年）4月28日）は日本の実業家、元北陸電力社長・会長。元北陸経済連合会会長。富山県出身。

## 略歴
- 1915年（大正4年） - 虎次郎の三男として生まれる。
- 1941年（昭和16年） - 京都帝国大学工学部電気工学科卒業。
- 1951年（昭和26年） - 北陸電力入社。
- 1966年（昭和41年） - 同社代表取締役就任。
- 1970年（昭和45年） - 同社代表取締役常務就任。
- 1976年（昭和51年） - 同社代表取締役副社長就任。
- 1977年（昭和52年） - 藍綬褒章受章。
- 1979年（昭和54年） - 同社代表取締役社長就任。
- 1987年（昭和62年） - 同社代表取締役会長就任。
- 1991年（平成3年） - 北陸経済連合会会長就任。
- 1992年（平成4年） - 勲一等瑞宝章受章[1]。
- 2014年（平成26年）4月28日 - 肺炎のため死去、98歳。[2]叙従三位。
- その他、福井共同火力発電・富山共同火力発電・富山共同自家発電・黒部川電力・日本海石油・北陸銀行各取締役、魚津国際カントリークラブ理事長などを歴任した。

## 参考
- 交詢社 第69版 『日本紳士録』 1986年